# Live in Denmark 1972
Live in Denmark 1972 uživo je album britanskog hard rock sastava Deep Purple, koje 2007. godine, objavljuje diskografska kuća 'Sonic Zoom'.
Koncert je snimljen 1. ožujka 1972. godine u Kopenhagenu, Danska. Također ovaj album je objavljen kao soundtrack na DVD-u, pod nazivom Live in Concert 72/73.
Ovo je jedan od pet Deep Purpleovih koncerata objavljenih s turneje iz 1972. godine, a jedini je na kojemu je izvedena skladbe  "Fireball", koja je jedan tjedan kasnije zamijenjena sa "Smoke on the Water" (Deep Purple in Concert).

## Popis pjesama
Sve pjesme napisali su Ian Gillan, Ritchie Blackmore, Roger Glover, Jon Lord i Ian Paice, osim gdje je drugačije naznačeno.

### Disk prvi
1. "Highway Star" - 8:30
2. "Strange Kind of Woman" - 10:10
3. "Child in Time" - 17:29
4. "The Mule" - 9:15

### Disk drugi
1. "Lazy" - 11:56
2. "Space Truckin'" - 23:48
3. "Fireball" - 4:07
4. "Lucille" (Albert Collins, Little Richard) - 5:54
5. "Black Night" - 6:19

## Izvođači
- Ian Gillan - vokal, usna harmonika, udaraljke
- Ritchie Blackmore - gitara
- Roger Glover - bas-gitara
- Jon Lord - orgulje, klavijature
- Ian Paice - bubnjevi, udaraljke